# Nephele antipoda
Nephele antipoda är en fjärilsart som beskrevs av Walker 1864. Nephele antipoda ingår i släktet Nephele och familjen svärmare. Inga underarter finns listade i Catalogue of Life.